# Dubbelverhoogd driehoekig prisma
Een dubbelverhoogd driehoekig prisma is in de meetkunde het johnsonlichaam J50. Het kan worden geconstrueerd door twee vierkante piramides J1 met hun grondvlakken op twee van de drie vierkante zijvlakken van een driehoekig prisma te plaatsen.
Het verhoogd driehoekige prisma J49 en het drievoudig verhoogd driehoekige prisma J51 worden geconstrueerd door een of drie vierkante piramides met hun grondvlakken op even zoveel vierkante zijvlakken van een driehoekig prisma te plaatsen.
De 92 johnsonlichamen werden in 1966 door Norman Johnson benoemd en beschreven.
- (en)  MathWorld. Biaugmented Triangular Prism.